# Symcha Bunem Szajewicz
Symcha Bunem Szajewicz lub też Symche Bunim (Bunem) Szajewicz (ur. 1907 w Łęczycy, zm. 1944 lub 1945 w KL Auschwitz-Birkenau) – polski poeta i prozaik pochodzenia żydowskiego tworzący w języku jidysz.

## Życiorys
Był pracownikiem jednej z fabryk włókienniczych w Łodzi. Jako literat zaczął publikować jeszcze w dwudziestoleciu międzywojennym. Podczas II wojny światowej był więźniem getta łódzkiego, gdzie był aktywny w środowisku literackim skupionym wokół Miriam Ulinower. Do kręgu pisarzy i poetów tworzący w jidysz w getcie wciągnął  między innymi Chavę Rosenfarb. Po likwidacji Litzmannstadt Ghetto został deportowany do obozu Auschwitz II – Birkenau, gdzie zginął na kilka tygodni przed wyzwoleniem go przez sowietów. 
Z jego wojennych utworów zachowały się dwa poematy: Lech-lecho (Wyjdź) oraz Friling taszaw (Wiosna).

## Odniesienia
Został sportretowany w najbardziej znanej powieści Chavy Rosenfarb pt. Drzewo Życia, za którą jej autorka otrzymała między innymi Nagrodę im. Icyka Mangera.
Symcha Bunem Szajewicz wraz z Josefem Kirmanem, Icchakiem Kacenelsonem, Władysławem Szlengelem i Abrahamem Suckewerem został wymieniony w wierszu Jacka Podsiadły pt. Słup ze słów.